# Paraguays flagga

Frånsidan har finansdepartementets emblem

Paraguays flagga antogs den 25 november 1842. Den är horisontellt tredelad med band i rött, vitt och blått, det vill säga trikoloren. Flaggan är ovanlig eftersom den inte har samma emblem på båda sidorna, för övrigt den enda nationsflagga med denna särart. På åtsidan (bilden överst) finns statsvapnet och på frånsidan finansdepartementets emblem (nedre bilden). Finansdepartementets emblem består av ett lejon under en röd jakobinmössa och orden Paz y Justicia (Fred och rättvisa).
Bruket att ha en flagga med skilda från- och åtsidor infördes av José Gaspar Rodríguez de Francia som var Paraguays regeringschef mellan 1814 och 1840. Proportionerna är 3:5.

## Tidigare flaggor

Första provisoriska flaggan (1811). Proportioner: 2:3
Andra provisoriska flaggan (1811). Proportioner: 2:3
Tredje provisoriska flaggan (1811-1812). Proportioner: 2:3
1812-1826. Proportioner: 1:2
1826-1842. Proportioner: 2:3
1842-1954. Proportioner: 2:3
Frånsidan 1842-1954. Proportioner: 2:3
1954-1988. Proportioner: 1:2
Frånsidan 1954-1988. Proportioner: 1:2
1988-1990. Proportioner: 3:5
Frånsidan 1988-1990. Proportioner: 3:5
1990-2013. Proportioner: 3:5
Frånsidan 1990-2013. Proportioner: 3.5

## Departementens flaggor
Var och en av Paraguays 17 departement och huvudstadsdistriktet har egna flaggor.

Alto Paraguay
Alto Paraná
Amambay
Asunción (Distrito Capital)
Boquerón
Caaguazú
Caazapá
Canindeyú
Central
Concepción
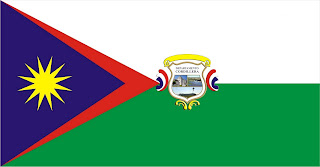
Cordillera
Guairá
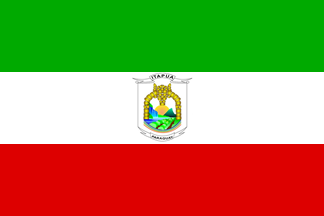
Itapúa
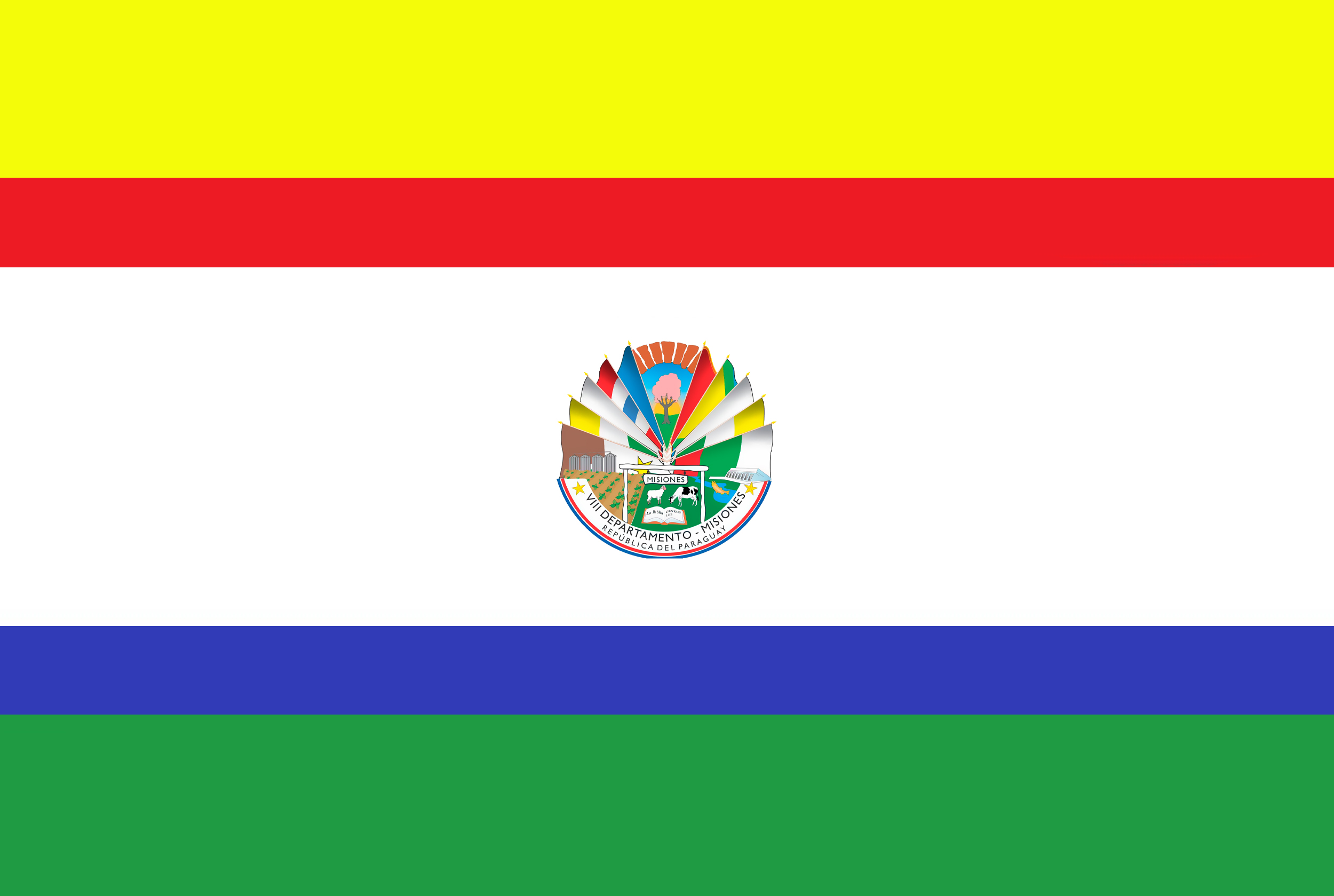
Misiones
Ñeembucú
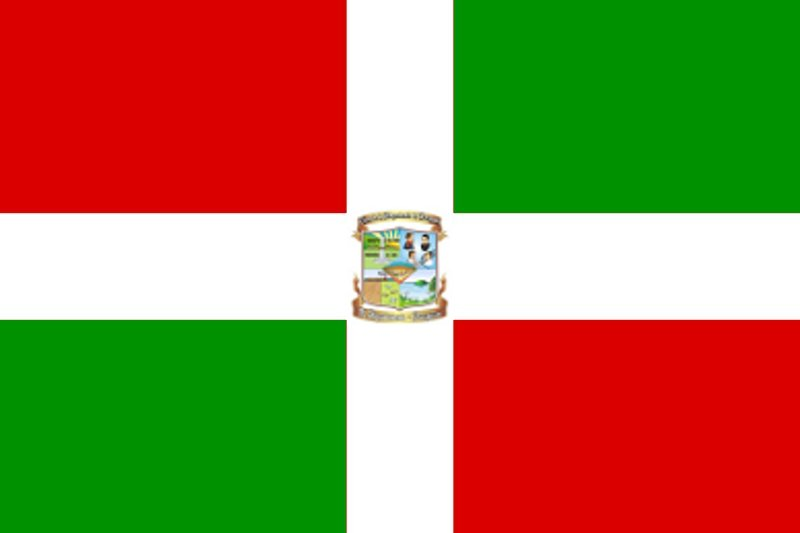
Paraguarí
Presidente Hayes
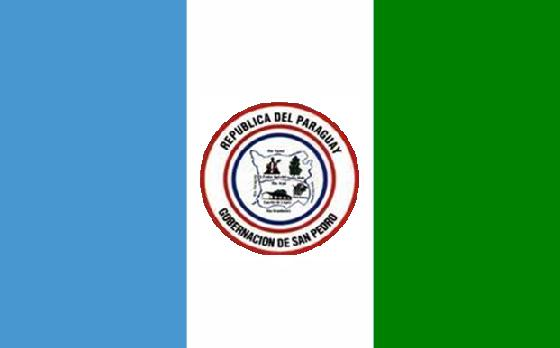
San Pedro